# Polje (Bohinj, Slovenija)
Polje je naselje u slovenskoj Općini Bohinju. Polje se nalazi u pokrajini Gorenjskoj i statističkoj regiji Gorenjskoj. 

## Stanovništvo
Prema popisu stanovništva iz 2002. godine naselje je imalo 182 stanovnika.